# Лю Цань
Лю Цань (спрощ.: 劉粲; кит. трад.: 刘粲; піньїнь: Líu Càn; помер 318) — імператор хуннської держави Рання Чжао періоду Шістнадцяти держав.

## Життєпис
Був сином Лю Цуна. 310 року отримав титул Хеней-ван й узяв під командування війська, ставши одним з головних полководців за правління свого батька.
314 року був призначений на пост головного міністра, отримавши при цьому титул Цзінь-ван. Восени 317 року був оголошений спадкоємцем престолу.
318 року, після смерті батька, Лю Цань зійшов на трон. Його тесть Цзінь Чжунь, єдиний і головний радник нового імператора, спонукав Лю Цаня позбавитись опіки й порад братів. Невдовзі братів імператора було страчено за звинуваченням у нехтуванні своїми обов'язками, а фактична влада в країні опинилась у руках Цзінь Чжуня.
Тим часом Лю Цань, відповідно до звичаїв хунну, почав навідуватись до юних наложниць свого батька. Цзінь Чжунь скористався цим, щоб налаштувати китайців, які служили при дворі, проти «варвара, що живе з власними матерями». З групою змовників Цзінь Чжунь увірвався до покою Лю Цаня й зарізав імператора, який пробув на троні трохи більше місяця. Після цього привселюдно було страчено всіх родичів Лю Цуна. Тіла Лю Юаня й Лю Цуна були вириті з могил й обезголовлені, а храм пращурів роду Лю — спалений.
Довідавшись про таке, на столицю, місто Піньян, висунув свої війська Ши Ле, а на заході імперії новим імператором проголосив себе Лю Яо. Оскільки царську родину було цілковито винищено, Лю Яо змінив назву держави з «Хань» на «Чжао».

## Девіз правління
- Ханьчан (漢昌) 318